# Wilhelm Haupt (Evangelist)

Wilhelm Haupt

Karl Friedrich Wilhelm Haupt (* 28. Oktober 1831 in Breslau; † 20. Februar 1913 in Zoppot bei Danzig), war ein deutscher Baptistenpastor und Evangelist. Er gehörte zur zweiten Gründergeneration der deutschen Baptisten. Seine Lebensarbeit und vor allem sein Dienst als Evangelist trugen maßgeblich zum inneren und äußeren Aufbau der damals jungen Freikirche bei.

## Leben
Wilhelm Haupt verbrachte seine Kindheit und Jugend in Breslau. Sein Elternhaus befand sich in der Schweidnitzer Straße und trug nach einer Giebelskulptur den Namen Meerschiff. Seine Eltern stammten ursprünglich aus wohlhabenden Verhältnissen, hatten aber in der Zeit der napoleonischen Kriege ihr Vermögen weitgehend verloren. Dieser Verlust – so Haupt in seinen Lebenserinnerungen – „hatte ihnen jedoch geistlichen Gewinn gebracht“. Sie trennten sich 1830 von der unierten Evangelischen Kirche in Preußen und schlossen sich der altlutherischen Kirche an. Da aber die Altlutheraner derzeit nicht befugt waren, sakramentale Handlungen durchzuführen, wurde Wilhelm Haupt – das vierte von sechs Kindern – 1831 von einem unierten Pastor getauft. Die altlutherische Gemeinde reagierte auf diese Taufe mit schweren Vorwürfen, was den Vater Wilhelm Haupts dazu veranlasste, eine neue geistliche Heimat bei der Herrnhuter Brüdergemeine zu suchen. Wilhelm Haupt wuchs also in einem christlich-separatistischen Elternhaus auf und empfing hier entscheidende Impulse für seinen späteren Werdegang. Weitere wichtige Impulsgeber waren nach Haupts Lebenserinnerungen die Schule, das geistliche Leben der Herrnhuter Gemeinde sowie seine älteren Brüder, die schon sehr früh den Weg zu den Baptisten gefunden hatten. Über sie fand auch Wilhelm Haupt Kontakt dorthin. Am Samstag, dem 22. Oktober 1848, ließ er sich vom Breslauer Gemeindeältesten Ignaz Straube in der Oder bei Breslau taufen und wurde Mitglied der örtlichen Baptistengemeinde.
Sofort nach seiner Taufe wurde Wilhelm Haupt in die Mitarbeit der damals noch kleinen Breslauer Baptistengemeinde berufen. Chor, Sonntagsschule und Jugendarbeit waren seine ersten Wirkungsfelder. Als 21-Jähriger begab er sich auf Wanderschaft. Sein Ziel war Hamburg, wo sich Johann Gerhard Oncken und die von ihm gegründete erste deutsche Baptistengemeinde. Er trat seine Fußwanderung am 7. Juni 1852 an und gelangte über Frankfurt (Oder), Berlin und Boizenburg/Elbe am 30. Juni 1852 nach Hamburg. Noch im selben begann er eine Ausbildung an der neu gegründete Missionsschule, der Vorläuferin des Theologischen Seminars. Da das Ausbildungskonzept Theorie und Praxis eng miteinander verband, hatte Haupt jeweils am Sonntag auf zahlreichen Predigtplätzen der Hamburger Baptistengemeinde den Verkündigungsdienst zu übernehmen. Bereits 1854 entsandte man ihn in die Baptistengemeinde Bremen, die neun Jahre zuvor gegründet worden war und in einer ganzen Reihe von umliegenden Städten und Orten Tochtergemeinden unterhielt. Schwerpunkt seiner Arbeit war der Gemeindeaufbau in Delmenhorst. An der Seite von Pastor Friedrich Oncken absolvierte Haupt sein Vikariat und wurde am 1. August 1858 zum Pastor ordiniert.

Vortragswoche mit Wilhelm Haupt in der jeverschen Baptistenkapelle (Oktober 1883)

Von 1866 bis 1879 war Wilhelm Haupt Prediger der Baptistengemeinde Barmen und anschließend – von 1879 bis 1882 in Köln. Danach wurde er zum Evangelisten des Baptistenbundes berufen. Dieser Dienst, für den der Hamburger Kaufmann Jakob Braun die Mittel zur Verfügung stellte, beschränkte sich nicht nur auf die deutschen Länder. Wilhelm Haupt bereiste von Altona aus, wo sich in diesem Lebensabschnitt sein Wohnsitz befand, die Länder Ungarn, Rumänien, Österreich, Tschechien, die Schweiz und Russland. Er gilt als einer „der ersten modernen Evangelisten“.
In diesen Jahren begründete Wilhelm Haupt auch die baptistische Waisenfürsorge, die er bis ins hohe Alter leitete. Ihr besonderes Anliegen war es, Waisenkinder die Heimunterbringung zu ersparen und sie in geeignete Familien zu vermitteln. Aus ihr ging später die umfassendere sozial-diakonische Arbeit Dienst am Kind hervor. Heutiger Schwerpunkt dieser Einrichtung ist die seelsorgerliche Begleitung Alleinerziehender, die unter dem Namen Allein mit Kind angeboten wird.
1892 beendete Haupt seine evangelistische Reisetätigkeit und wurde Pastor der noch im Aufbau befindlichen Gemeinde Altona-Ottensen. 1896 arbeitete er in derselben Funktion in Danzig. Auch während der Zeit seines Ruhestandes war er als Prediger aktiv und half bei der Gemeindegründung in Zoppot. Dort starb er im Alter von 82 Jahren.

## Werk (Auswahl)
Wilhelm Haupt verfasste eine Reihe praktisch-theologischer und autobiographischer Schriften. Dazu gehören:
- Zweiundfünfzig Lectionen in Fragen. Zum Gebrauch für Sonntagsschullehrer. Mit einem Vorwort von dem ältesten Sonntagsschullehrer unseres Bundes J. G. Oncken, Hamburg 1873
- Zur Massenpredigt, Zeitschrift Hilfsbote, Cassel 1911, S. 93ff
- 56 Jahre im Amt, das die Versöhnung predigt, Zeitschrift Hilfsbote, Cassel 1912, S. 22ff
- Aus dem Meerschiff ins Land der Ruhe, in: Zeitschrift Der Wahrheitszeuge, Nr. 22 bis 32, Kassel 1913

Wilhelm Haupt betätigte sich auch als Liederdichter. Zu seinen bekannten Liedern gehört das 1894 gedichtete Tauflied Dir folg ich, Jesu, in die Flut. Es findet sich in folgenden Gesangbüchern: Glaubenstimme für die Gemeinden des Herrn (Nr. 423), Glaubensstimme für Gemeinde und Haus (Nr. 300) und Gemeindelieder (Nr. 118).